# Percival David
Sir Percival Victor David Ezekiel David, II baronetto (Bombay, 21 luglio 1892 – Londra, 9 ottobre 1964), è stato un sinologo e collezionista d'arte britannico, noto soprattutto come studioso e collezionista di ceramica cinese. Formò anche una collezione di francobolli cinesi e di storia postale che è stata stimata come una delle più grandi mai assemblate.

## Giovinezza

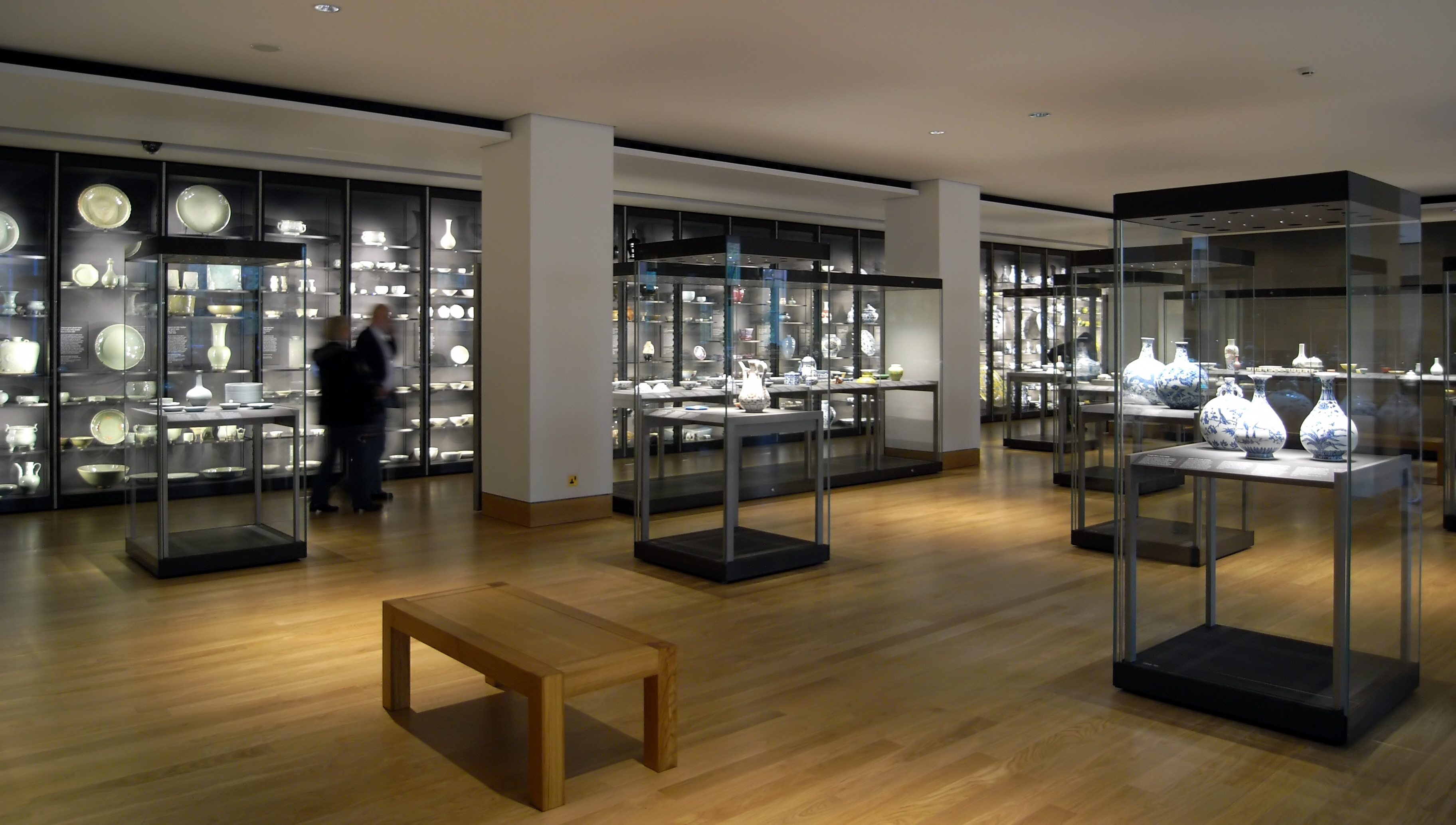
Room 95, British Museum.

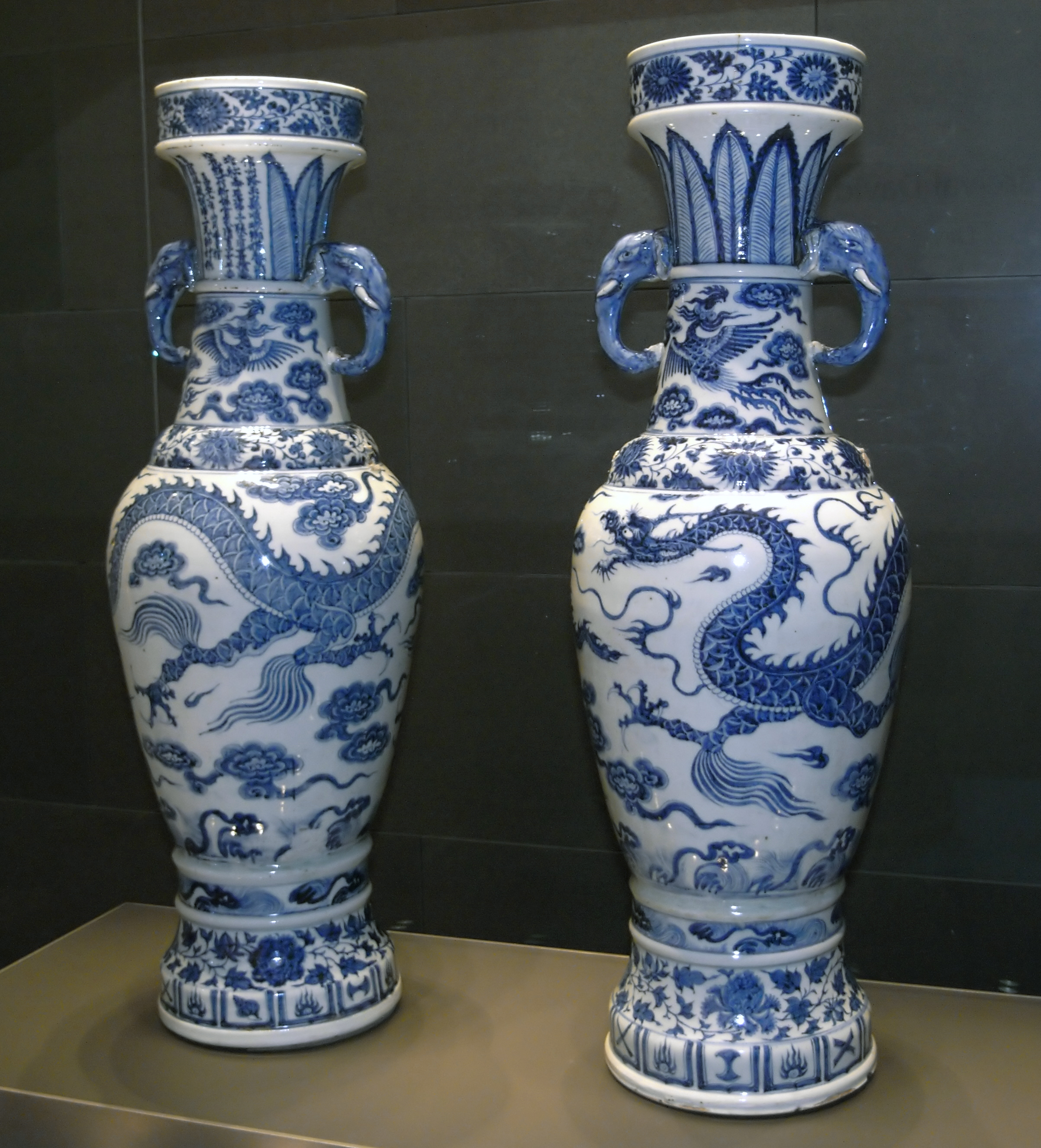
I Vasi David, che si dice siano le due porcellane cinesi più conosciute al mondo, parte della collezione della Percival David Foundation of Chinese Art

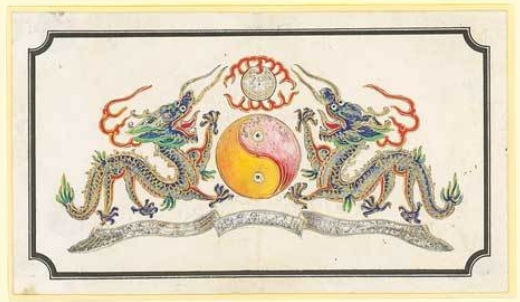
Una prova di stampa disegnata a mano ma non adottata per i francoboli del Grande Drago del 1878-83, un tempo nella collezione di Percival David.

Percival Victor David Ezekiel David nacque a Bombay il 21 luglio 1892 in una famiglia ebraica dell'India britannica che aveva origini a Baghdad. Suo padre, Sir Sassoon David, I baronetto, fondò la Banca d'India.
Fu educato in India all'Elphinstone College e all'Università di Bombay, e poi all'Università di Londra, dove conseguì un dottorato in lettere.

## Vita privata
Dopo un primo matrimonio nel 1912,, David si sposò una seconda con Sheila Yorke Hardy nel 1920, a Londra, ed ereditò il baronettato di suo padre nel 1926.

## Carriera
David fu un finanziere e presidente della Sassoon, J. David and Co Ltd., di Bombay.

## Ceramica cinese
Dopo il suo matrimonio nel 1920, David cominciò a collezionare arte cinese, e a studiare la lingua cinese. Visitò per la prima volta la Cina nel 1923, e rimase affascinato dalle ceramiche cinesi, dedicando la maggior parte del resto della sua vita a studiarle e collezionarle. Aderì alla Oriental Ceramic Society ("Società della ceramica orientale") nel 1930 e sponsorizzò poi esposizioni a Londra. Tradusse il Ge Gu Yao Lun, un manuale del periodo Ming del XIV secolo di Cao Zhao. Questo fu pubblicato come Chinese Connoisseurship: The Ko Ku Yao Lun, The Essential Criteria of Antiquities ("La competenza dell'esperto cinese: il Ko Ku Yao Lun, i criteri essenziali delle antichità", Faber & Faber, 1971).
La Percival David Foundation of Chinese Art ("Fondazione Percival David di arte cinese") riunisce a Londra la sua collezione di ceramiche cinesi e di oggetti collegati. Lo scopo principale della Fondazione è di promuovere lo studio e l'insegnamento dell'arte e della cultura cinese. La collezione consiste di circa 1.700 pezzi di ceramiche delle dinastie Song, Yuan, Ming e Qing, per la maggior parte porcellane, dal X al XVIII secolo, "ceramiche Song, Ming e Qing di gusto cinese di alta qualità", come la presenta il British Museum. Essa si concentra sulle ceramiche fatte per la corte imperiale, e comprende esempi delle rare ceramiche Ru e Guan e due importanti vasi da tempio in porcellana blu e bianca della dinastia Yuan (i "Vasi David") gli oggetti in porcellana blu e bianca di più antica data, del 1351 d.C.
La collezione contiene anche una vasta biblioteca di testi occidentali e asiatico-orientali relativi all'arte cinese. Nel 1950 essa fu presentata all'Università di Londra e fino al 2007 era in mostra in una casa a Gordon Square. Dal 2009 è esposta in una galleria separata, la Sala 95, nel British Museum, dove è in prestito a lungo termine. Percival aveva già donato vari pezzi al British Museum.

## Filatelia
David costruì una collezione di francobolli cinesi e di storia postale che si pensa sia una delle più grandi mai create. La collezione, che includeva materiale che David aveva acquistato da John A. Agnew (morto nel 1939), fu venduta da Robson Lowe tra il 1964 e il 1975, con molti pezzi che entrarono nella collezione del filatelico giapponese Meiso Mizuhara. David aderì alla Royal Philatelic Society London ("Reale Società filatelica di Londra") nel 1939 e successivamente diventò un fellow di quella società. Alcuni dei suoi saggi e delle sue testimonianze della Cina furono messi in mostra a New York nel 1947.

## Onorificenze
David fu ufficiale della Legion d'Onore; membro della F.S.A., F.R.A.I., F.R.S.A., Hon. Advisor ("Onorevole consulente") 1928-29 dei Musei dei Palazzi nazionali (Pechino); Governatore della School of Oriental and African Studies (SOAS), Università di Londra; Direttore dell'Esposizione internazionale di arte cinese, 1935-6.

## Morte e lascito
David morì il 9 ottobre 1964, dopodiché il baronettato si estinse.